# Bassaniodes fuerteventurensis
Bassaniodes fuerteventurensis is een spinnensoort uit de familie van de krabspinnen (Thomisidae).
De wetenschappelijke naam van de soort werd in 1992 als Proxysticus fuerteventurensis gepubliceerd door Jörg Wunderlich.